# Katerina Gogou
Katerina Gogou (grec: Κατερίνα Γώγου) (Atenes, 1 de juny de 1940 - Exàrkhia, Atenes, 3 d'octubre de 1993) va ser una poeta i actriu grega. Abans del seu suïcidi per sobredosi de pastilles a l'edat de 53 anys, Gogou va aparèixer en més de trenta pel·lícules gregues.

## Vida primerenca
Gogou Va néixer a Atenes, Grècia. De ben jove va viure l'ocupació nazi de Grècia, que va començar el 1941.
Un dels seus llibres, Three Clicks Left, es va traduir a l'anglès el 1983 per Jack Hirschman i publicat per Night Horn Books a San Francisco. El títol grec era Τρία κλικ αριστερά i el va publicar per primera vegada Kastaniotis el 1978. La poesia de Gogou va ser coneguda pel seu contingut rebel i anarco-comunista.
Nombrosos poemes escrits per Gogou van aparèixer en Parangelia (παραγγελιά), una pel·lícula grega sobre la vida de Nikos Koemtzis, que el 1973 va matar a tres individus –dos dels quals eren policies– i en va ferir vuit més en un club bouzouki a Atenes sobre un ball.